# Bratislav Punoševac
Bratislav Punoševac (ur. 9 lipca 1987 w Kruševac) – serbski piłkarz występujący na pozycji napastnika.

## Kariera piłkarska
Od 2005 roku występował w Napredak Kruševac, Oțelul Galați, Târgu Mureș, Avispa Fukuoka, Radnički Nisz, Budapest Honvéd, Békéscsaba Előre, Borac Čačak i Dacia Kiszyniów.